# Krefeld
Krefeld, anomenada també la "ciutat de seda", es troba a Rin del Nord-Westfàlia.
Des del segle xvii es va desenvolupar un intesiu comerç amb sedes provinents de la Xina. En 1683 després de la Guerra dels Set Anys, part dels seus pobladors van abandonar el país i van fundar el Germantown a Filadèlfia.
En 1928 Ludwig Mies van der Rohe dissenya en aquesta ciutat la Casa Esters.
D'aquesta ciutat prové el grup de heavy metal Blind Guardian.
Aquí hi va néixer el pilot de combat as de la Primera Guerra Mundial Werner Voss.

## Fill infamós
- Karl Kaufmann, nascut a Krefeld el 1900 - mort el 1969, gauleiter nazi a Hamburg.

## Fills il·lustres
- Ernst Hermann Seyffardt (1859-1942) compositor i director d'orquestra.
- Ruth Niehaus (1925-1994) actriu i directora teatral.